# Georges Renavent
Georges Renavent, nato Georges de Cheux, (Parigi, 23 aprile 1894 – Guadalajara, 2 gennaio 1969), è stato un attore francese.
Fece carriera a Hollywood, ma cambiò il suo nome in Renavent. Insieme alla moglie Selena Royle, un'attrice entrata nella lista nera di Hollywood durante il periodo del maccartismo, si trasferì in Messico dove la coppia visse da quel momento in poi.

## Biografia
Nato a Parigi, si trasferì negli Stati Uniti fin da giovane. Iniziò a lavorare come attore cinematografico già negli anni dieci: in uno dei suoi primissimi film, The Light, recitò a fianco di Theda Bara nel ruolo di un ballerino apache. Nel 1929, nella versione cinematografica di Rio Rita che aveva come protagonista Bebe Daniels, Renavent impersonava Ravinoff, il cattivo della storia.

## Filmografia
- The Seven Sisters, regia di Sidney Olcott (1915)
- Gussie, the Graceful Lifeguard, regia di Arthur Ellery (1915)
- The Light, regia di J. Gordon Edwards (1919)
- Rio Rita, regia di Luther Reed (1929)
- Borneo selvaggio (East of Borneo), regia di George Melford (1931)
- La regina Cristina (Queen Christina), regia di Rouben Mamoulian (1933)
- Stingari il bandito sentimentale (Stingaree), regia di William A. Wellman (1934)
- Folies Bergère de Paris, regia di Roy Del Ruth (1935)
- Una ragazza allarmante (Love and Hisses), regia di Sidney Lanfield  (1937)
- Figlia del vento (Jezebel), regia di William Wyler (1938)
- La signora dei tropici (Lady of the Tropics), regia di Jack Conway (1939)
- Corrispondente X (Comrade X), regia di King Vidor (1940)
- Il figlio di Montecristo (The Son of Monte Cristo), regia di Rowland V. Lee (1940)
- Perdutamente tua (Now, Voyager), regia di Irving Rapper (1942)
- Il canto del deserto (Desert Song), regia di Robert Florey (1943)
- Schiavo d'amore (Of Human Bondage), regia di Edmund Goulding (1946)
- Le avventure di Capitan Blood (Fortunes of Captain Blood), regia di Gordon Douglas (1950)
- L'altro uomo (Strangers on a Train), regia di Alfred Hitchcock (1951)
- Da quando sei mia (Because You're Mine), regia di Alexander Hall (1952)